# Lepanthes excedens
Lepanthes excedens es una especie de orquídea epífita originaria de Centroamérica.

## Descripción
Es una orquídea de pequeño tamaño, con hábitos de epífita con un tallo erecto a ascendente, de color rojo envuelto por 2 a más vainas fundibuliformes, con margen ciliolado y llevando una sola hoja, apical, erecta, de color verde oscuro a rubio, carnosa, glabra, algo undulada, elíptica a oblanceolada, obtusa a subaguda, tridentada apicalmente, disminuyendo por debajo en la base cortamente peciolada. Florece desde finales del invierno hasta la primavera en 1 a 2 inflorescencias, a menudo más cortas que la hoja, con 3-8  flores con brácteas florales ovadas-cuculadas, glabras agudas que son más largas que el ovario.
Se encuentra en México (Guerrero, Oaxaca) y en Costa Rica, Guatemala y Panamá, a elevaciones de 1100 a 1900 metros.  

## Taxonomía
Lepanthes excedens fue descrita por Ames & Correll y publicado en Botanical Museum Leaflets 10(4): 72–74. 1942.
Etimología
Ver: Lepanthes
Sinonimia
- Lepanthes empis Luer, Phytologia 55: 183 (1984).
- Lepanthes camposii Salazar & Soto Arenas, Orquídea (Mexico City), n.s., 14: 79 (1996).[3]